# Acanthastrea brevis
Espèce
Statut de conservation UICN

 VU A4ce : Vulnérable
Statut CITES
Acanthastrea brevis est une espèce de coraux appartenant à la famille des Mussidae ou à la famille Lobophylliidae.

## Répartition et habitat
Cette espèce est présente dans l'océan Indien et dans l'ouest de l'océan Pacifique. On la trouve dans les récifs entre 1 et 20 m de profondeur.